# Ayn Dilfa
Ayn Dilfa fou una font de Síria que va tenir importància per estar a la ruta entre Antioquia i Alep, a l'oest de les ruïnes del convent de Kasr al-Banat.
L'aigua surt per un tall a la roca i va a una font coberta (sabil) construïda el 1473/1474 per Mahmud ben Ahmad, un habitant d'un llogaret proper. La font descoberta existia antigament però no hi ha referències de quan. Hi ha algunes restes dels cristians i musulmans, túmuls i algunes inscripcions. Fou parada de les caravanes d'Antioquia a Alep, però modernament el lloc va quedar deshabitat.